# Aquaplus
Aquaplus (株式会社アクアプラス, Kabushiki gaisha Akuapurasu), anciennement U-Office (ユーオフィス, Yū Ofisu) et Aqua (アクア, Akua), est une entreprise japonaise principalement spécialisée dans l'édition et la distribution de visual novels sous la marque Leaf qui produit des jeux pour adultes, et sous le nom Aquaplus pour les jeux pour tous les âges. Aquaplus a été impliquée dans la production d'animes basés sur les jeux de Leaf. La société  produit également de la musique, des restaurants franchisés et a œuvré un temps dans le domaine automobile.

## Histoire
Aquaplus a été créée en octobre 1994 à Itami, dans la préfecture de Hyōgo, au Japon comme une société d'édition de visual novels et de musiques alors nommée U-Office, ltd. (有限会社ユーオフィス, Yūgengaisha Yū Ofisu) ; leur studio de jeu pour adultes Leaf a été créée à ce moment-là. En février 1995, Leaf produit son premier jeu et plus tard dans l'année, en novembre, U-Office commence à éditer des jeux pour des personnes de tous âges sur PC sous leur nom. La société change son nom en Aqua (アクア, Akua) en mai 1996 et est devenue une société par actions. En 1997, Aqua ouvre sa boutique spécialisée en automobile à Yachiyo, Hyōgo au Japon. En 1998, la société change son nom pour devenir Aquaplus. En octobre 1998, Aquaplus ouvre un bureau de développement à Toshima, Tokyo. En mars 1999, Aquaplus sort son premier visual novel sur une console de salon, To Heart, pour la PlayStation 2. En juin 2000, le siège social déménage vers son emplacement actuel à Yodogawa-ku, Osaka. En novembre 2001, Aquaplus produit sa un PDA/console de jeu portable, la P/ECE. En 2002, Aquaplus s'implique dans la gestion de franchises de restaurants. Fin 2002, Aquaplus déplace son bureau de développement basé à Tokyo vers Taitō, Tokyo. En 2011, Aquaplus développe le jeu d'arcade de combat en 2D Aquapazza: Aquaplus Dream Match, avec tous les personnages provenant de divers visual novel de Leaf.

## Activités
Aquaplus gère un studio d'enregistrement nommé Studio Aqua qui sort des albums par des artistes indépendants dans le Kansai au Japon, où se trouve Aquaplus. Aquaplus gère les restaurants franchisés Toriaizu Gohei et Gyu-Kaku à Hyōgo au Japon. Aquaplus a tenu une boutique spécialisée dans l'automobile appelée Aqua à Taka, Hyōgo, Japon, mais elle a fermé le 31 août 2007.

## P/ECE
En plus de l'édition de logiciels, Aquaplus a produit la P/ECE, une plate-forme de jeu mobile, qui permet au joueur de télécharger des jeux via USB ou via le port infrarouge. Les caractéristiques de P/ECE sont :
- Écran
  - Quatre niveaux d'échelle de gris FSTN LCD
  - 128 x 88 pixels de résolution
- Son : PC-9801
- Processeur : EPSON S1C33209 24 MHz (32-bit RISC)
- Mémoire principale : 256 ko SRAM
- Stockage : 512 ko mémoire flash RAM

L'unité P/ECE a un logiciel préchargé, 'Picket', qui est un organiseur électronique. Aquaplus a aussi offert des jeux téléchargeables gratuitement tels que Multi's Going Out, Black Wings, TANK BATTLE, Ojomajomini, Inagawa de Urō!!.

## Œuvres d'animation
- To Heart 2 OVA (2007, avec Chaos Project)[2]
- To Heart 2 AD (2008, avec Chaos Project)[3]
- To Heart 2 AD Plus (2009, avec Chaos Project)[4]
- Utawarerumono OVA (2009-2010, avec Chaos Project)[5]
- To Heart 2 AD Prochaine (2010, avec Chaos Project)[6]